# Projetor LCD
Um projetor LCD é um tipo de projetor de vídeo para projetar vídeo, imagens ou dados de computadores em uma tela ou outra superfície plana. É um equivalente moderno do projetor de diapositivos ou retroprojetor. Para projetar imagens, projetores LCDs (Cristal Líquido) normalmente projetam luz de uma lâmpada de halogeneto metálico através de um prisma (Óptica) ou uma série de filtros dicróicos que separam a luz para três painéis de silício policristalino  –  um para cada componente do sinal de vídeo, vermelho, verde e azul. Assim que a luz polarizada passa por estes painéis (combinação de polarizadores, painel LCD e analisador - como encontrado em microscópios polarizados), pixels individuais podem ser "abertos" para permitir a passagem de luz ou "fechados" para bloqueá-la. A combinação de pixels abertos e fechados pode produzir uma grande variedade de tons na imagem projetada. (Uma analogia seria uma persiana instalada em uma janela, onde ajustando a persiana se controla a quantidade de luz que entra no ambiente.)

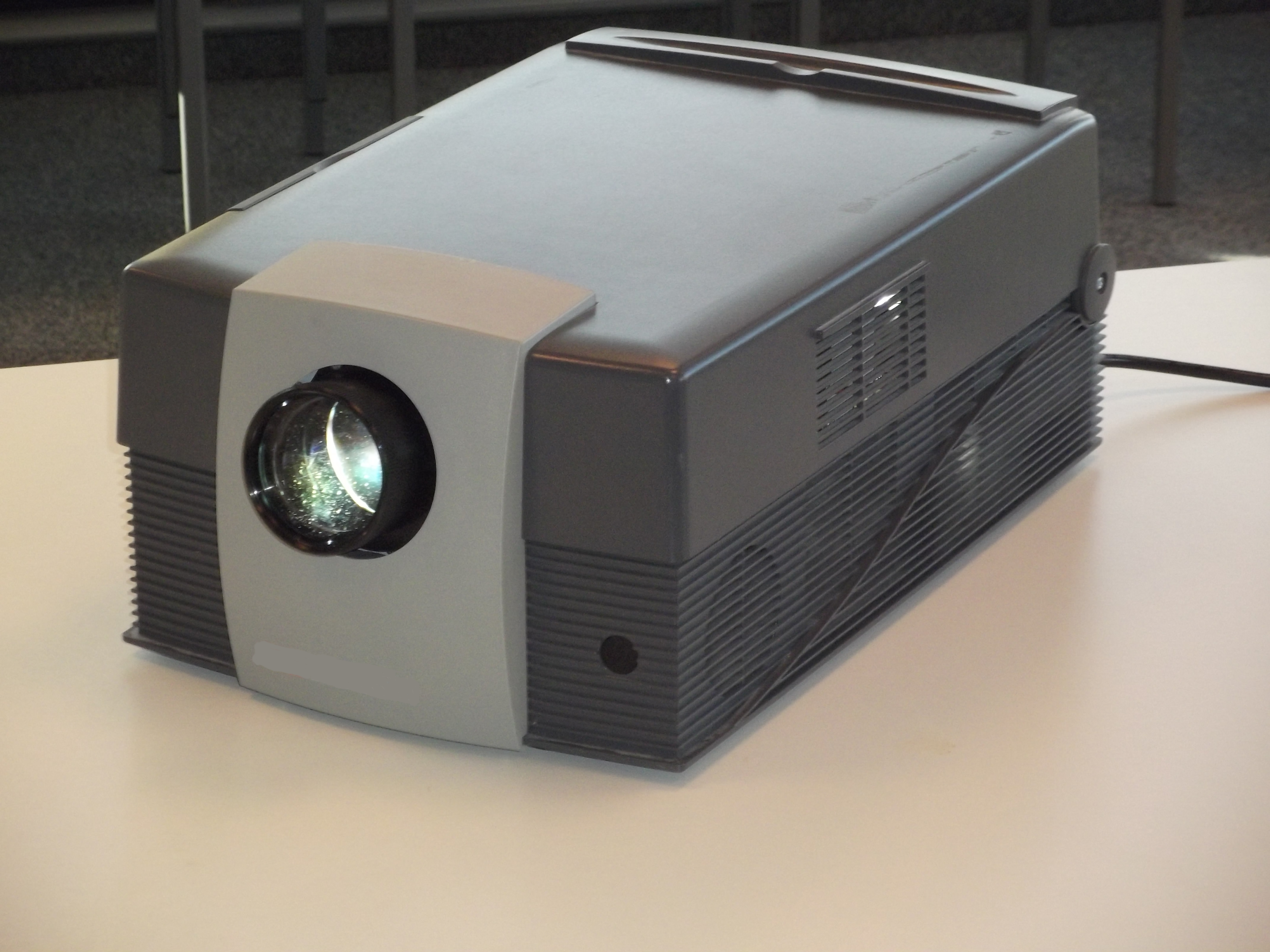
Projetor LCD Liesegang

Lâmpadas de halogeneto metálico são usadas porque elas entregam uma temperatura de cor ideal e um espectro de cor amplo. Estas lâmpadas têm também a habilidade de produzir uma grande intensidade de luz mesmo em uma área pequena; Atualmente, projetores têm em média 2000 a 15000 ANSI lúmens.
Outras tecnologias, como o DLP e  LCOS (Liquid Crystal On Silicon) tem sido muito populares em projetos de vídeo com valores modestos.

## Superfícies de projeção
Porque eles usam lâmpadas pequenas e têm a habilidade de projetar uma imagem em uma superfície plana, projetores LCD tendem a ser mais pequenos e portáteis do que outros sistemas de projeção. Mesmo assim, a melhor qualidade de imagem é obtida quando se usa uma superfície plana branca, cinza ou preta (com algum tratamento para a luz ambiente), então telas de projeção são frequentemente usadas.
As cores vistas em uma imagem projetada são um fator da qualidade do projetor e da superfície escolhida para projetar. Branco é mais que uma cor neutra, superfícies brancas são mais adequadas para tons naturais de cores; sendo então que superfícies brancas são mais comuns em muitos ambientes de apresentação escolares e de negócios.
Entretanto, o melhor nível de preto em uma imagem projetada depende de o quão preta a tela é. Por causa disso, muitos apresentadores e espaços de apresentação preferem telas cinzas, que criam um contraste mais alto. O ponto negativo é que fundos escuros podem fazer tons coloridos esmaecerem. Problemas com cores muitas das vezes podem ser ajustados através das configurações do projetor, mas elas podem não ser tão precisas quanto seriam se utilizado um fundo branco para projetar.

## Throw ratio
O Throw ratio (algo como proporção de projeção, a proporção entre a distância do projetor e sua imagem projetada e o tamanho dela) é usado enquanto se instala algum projetor para controlar o tamanho da área projetada da imagem.  Por exemplo, se o throw ratio é 2:1 e o projetor está a 4 metros de distância da tela, então a largura (normalmente se usa a diagonal para medir tamanho de telas) da projeção tem 2 metros.

## História
Experimentos antigos com cristais líquidos para se gerar imagens de vídeo tem sido feitos por John A. van Raalte nos laboratórios da RCA em 1968.. Seu conceito era baseado em e-beam-adressing para gerar um padrão de carga elétrica correspondente com um sinal de vídeo, a qual controlava a rotação da camada de cristal líquido de uma célula reflexiva com este material.
Gene Dolgoff começou a pensar sobre diferentes tipos de projetores para escolas em 1968 como uma forma de produzir um projetor de vídeo que fosse mais brilhoso que os comuns projetores CRT. A ideia era utilizar elementos referidos como "válvulas de luz" para ajustar a quantidade de luz que passa por ele, como em um projetor tradicional de slides. Isso permitiria o uso de uma luz externa bem intensa. Depois de pesquisar diversos materiais, ele imaginou que cristais líquidos permitiriam modular a luz como planejado. Contudo, LCDs controlados diretamente com resolução suficiente para vídeo-imagens não eram disponíveis na época, então Dolgoff não poderia concluir ainda seu protótipo de projetor.
Os primeiros experimentos com um LCD controlado diretamente usando um projetor de slides convertido pelo Peter J. Wild, pesquisador da Brown Boveri na suíça foram conduzidos em 1971. Um projetor foi exibido na conferência SID de 1972 em São Francisco (Califórnia).
Como LCDs passivos (sem transístores em suas intersecções) não foram capazes de exibir imagens com resolução suficiente para vídeo, uma combinação de uma imagem fixa junto com uma matrix LCD para os elementos variáveis foi proposto como um projetor de cristal líquido para cercas aplicações em salas controladas, com uma patente correspondente registrada na Suíça em 3 de Dezembro de 1971.
Bastante esforço foi feito otimizando TFTs para serem adequados para controlar telas de Matriz ativa de cristal líquido (AMLCD). O conceito foi inventado e tentativas iniciais foram conduzidas por equipes na RCA e Westinghouse Electric Corporation.
T. Peter Brody saiu da Westinghouse e fundou a Panelvision em 1981 para fabricar AMLCDs. Avanços aconteceram em algum lugar com novos materiais e filmes de estruturas finas, com a Hitachi do Japão como uma empresa pioneira. Os painéis AMLCD se tornaram comercialmente disponíveis no começo dos anos 80.

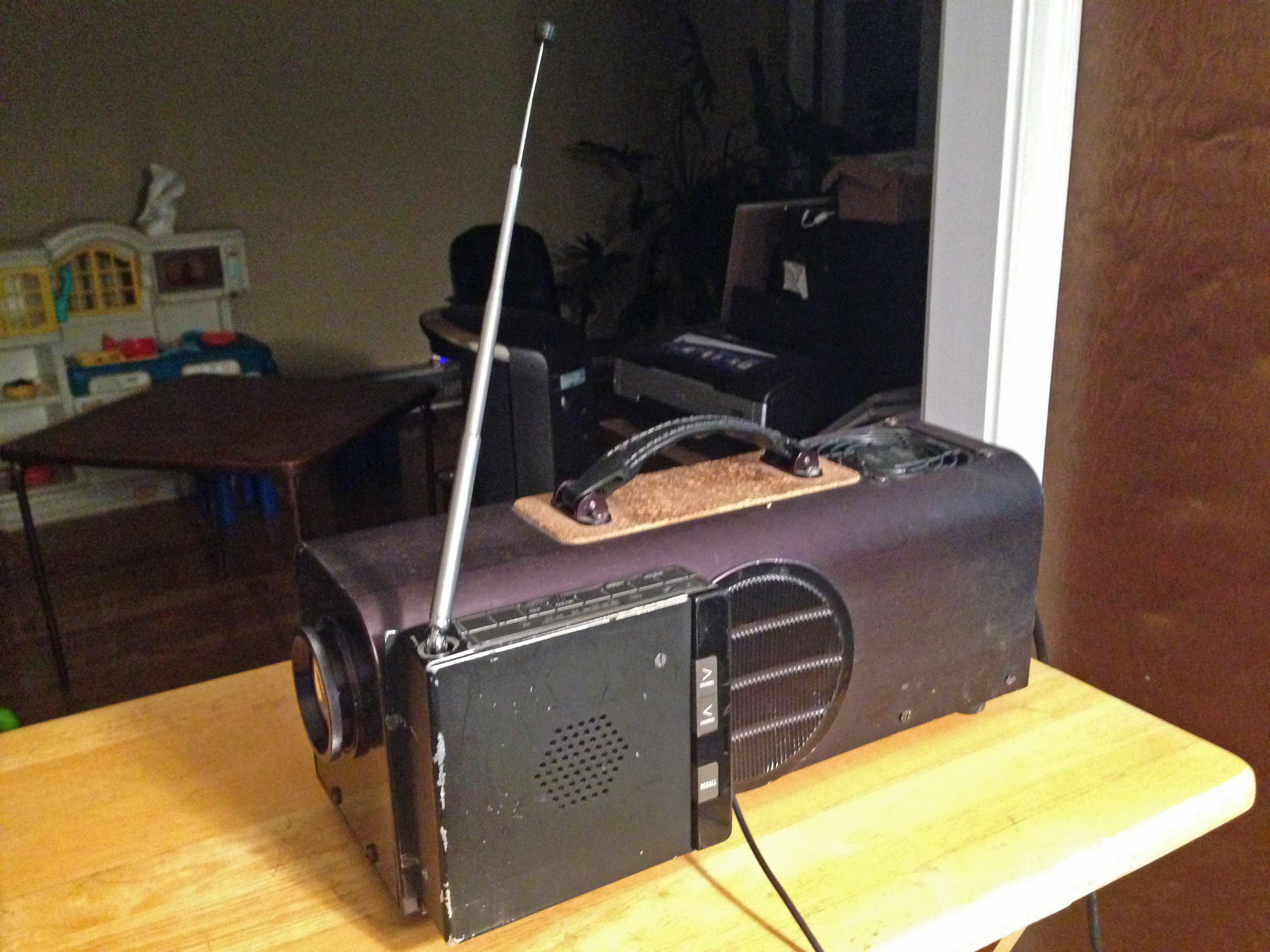
Um protótipo de projetor LCD de Gene Dolgoff's.

Portanto, em 1984 Dolgoff conseguiu uma matriz de LCD digitalmente endereçável com resolução e contraste suficientes, a qual foi quando ele completou a construção do seu projetor de vídeo LCD. Depois de construir ele, ele viu muitos problemas que tinham que ser corrigidos incluindo grandes perdas de luz e pixels muito notáveis (muitas vezes conhecido como screen-door effect). Ele então inventou novos métodos óticos para criar projetores luminosos o suficiente e desenvolveu despixelização para reduzir o efeito screen-door effect.
Ao mesmo tempo, a empresa Alemã "Bonner Ingenieurbüro für Optoelektronik CrystalVision" começou experimentos com dispositivos de projeção LCD a partir de 1985. Apesar que projetores de slide tradicionais já usavam filtro infravermelho para reduzir o calor nos slides fotográficos, LCDs são muito mais sensíveis a superaquecerem. Quando a temperatura na camada nemática do cristal líquido atinge o "ponto de esbranquiçamento" (entra na fase isotrópica) o cristal líquido não funciona mais enquanto a temperatura não diminuir novamente. Bernt Haastern, um engenheiro trabalhando para a CrystalVision, descobriu que, colocando os filtros polarizadores a uma certa distância em ambos os lados do cristal líquido permite que ar suficiente passa pelo conjunto resfriando-o. Sem utilizar desta invenção, projetores LCD com uma fonte de luz poderosa não davam certo. Um projetor LCD comercial baseado neste princípio foi lançado na Alemanha em 1990 com o nome comercial Imagina 90.
Com patentes registradas ao redor do mundo todo (registrando seu primeiro pedido de patente de projetor de vídeo LCD em 1987), Dolgoff abriu a empresa Projectavision Inc em 1988, como uma das primeiras empresas do mundo dedicadas a projetores LCD, a qual ele tornou público na NASDAQ em 1990. Ele licenciou a tecnologia para outras empresas incluindo a Panasonic e Samsung. As primeiras pioneiras de projeção LCD no Japão foram Epson e Sharp, a qual lançaram seus primeiros vídeo-projetores coloridos próprios em 1989.
Em 1989, Projectavision Inc. foi ganhadora do primeiro contrato da Agência de Projetos de Pesquisa Avançada de Defesa (DARPA)  –  por 1 milhão de dólares  –  por propor que o padrão americano de televisão (HDTV) deveria usar processamento e projeção digital. Dolgoff como um membro da Associação de Imagem e Fotografia , normatizou o sub-comitê IT7-3 juntamente com Leon Shapiro, co-desenvolvedor do padrão mundial ANSI para medição de brilho, contraste e resolução de projetores eletrônicos.
Desde 2005, as únicas fabricantes restantes de LCDs para projetores LCDs são as empresas japonesas Epson e Sony. Epson tem os direitos da tecnologia e nomeou-a como "3LCD". Para vender projetores de tecnologia 3LCD, Epson também montou um consórcio chamado "Grupo 3LCD" em 2005 com outras fabricantes de projetores LCD licenciadas da tecnologia 3LCD que usa ele em seus modelos de projetores.
Existiram sistemas LCD que eram usados para retroprojetores. O LCD não tinha uma fonte de luz própria: ele era construído em uma estrutura que era colocada em cima do retroprojetor no lugar das transparências. Na era em que os computadores não tinham um meio universal de exibir suas imagens, criar um mercado para projetores LCD antes do seu uso atual veio se tornando popular.
Essa tecnologia foi empregada em muitas televisões de projeção traseira quando não havia um custo-benefício em sets de TV médio (40 a 50 polegadas). Em 2014, televisões full hd de 60 polegadas eram menos caras do que um projetor com esta resolução nativa. Sistemas de projeção eram vendidos como oferta de mercado de uma imagem de 100 a 300 polegadas.
Em 2004 e 2005, projetores LCD começaram uma concorrência com a introdução da íris dinâmica e outras modificações que tem potencializado o contraste a níveis similares aos de projetores DLP.

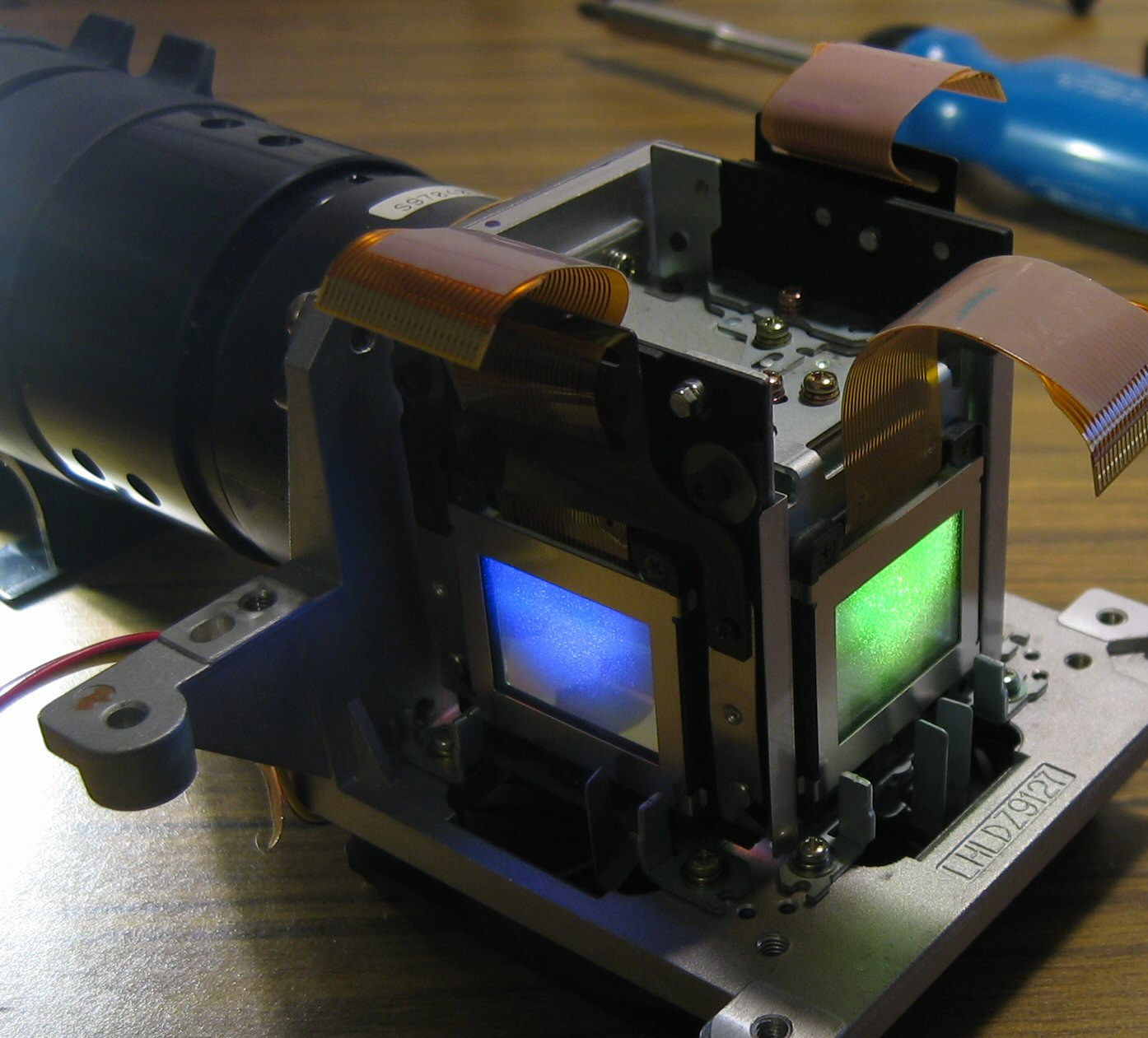
Parte do conjunto ótico de um projetor LCD. À mostra os painéis LCD e lente objetiva (à esquerda).
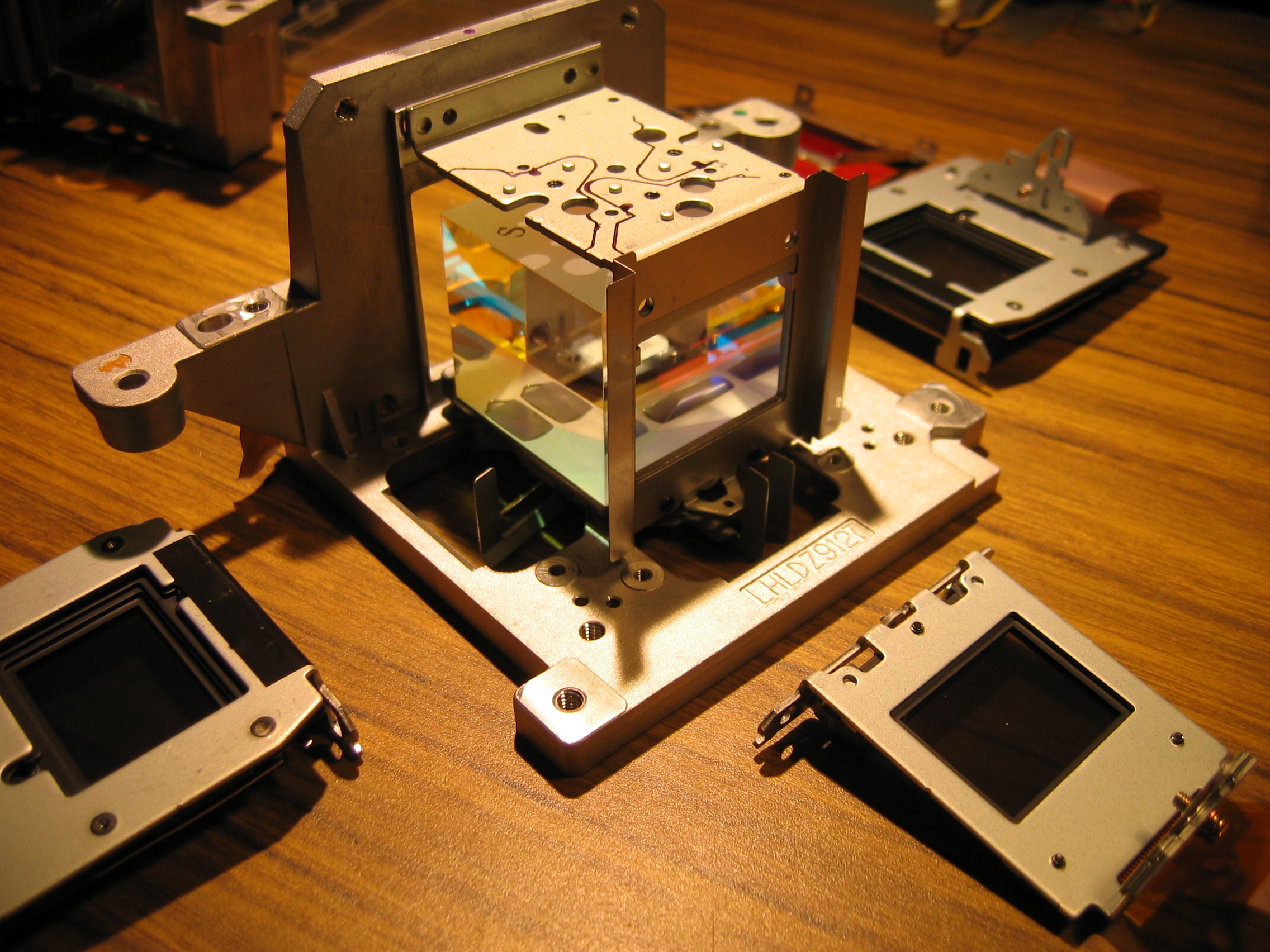
Aqui o mesmo conjunto ótico e à mostra o prisma, que mescla a imagem dos 3 painéis LCDs.
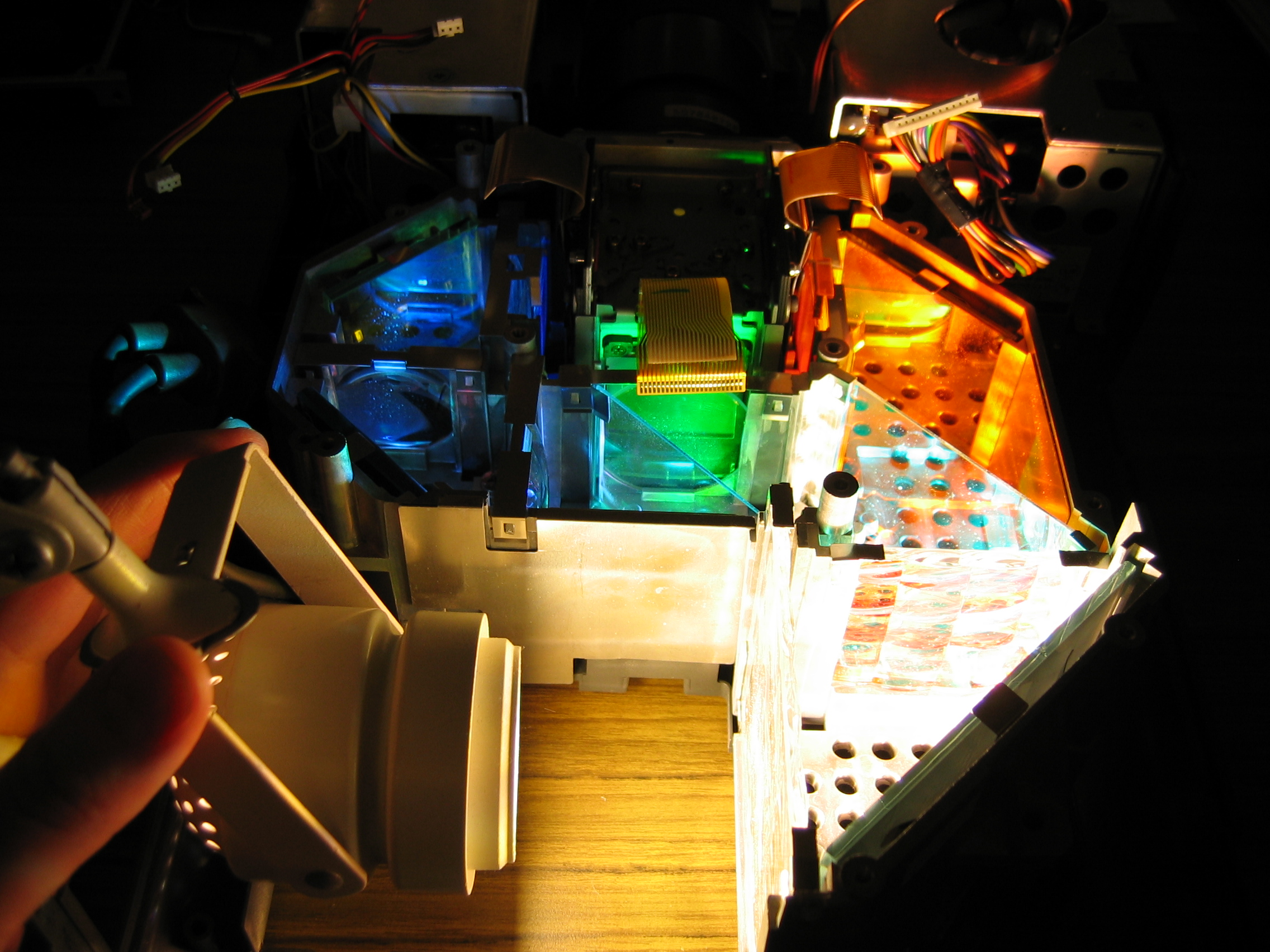
Acima um conjunto ótico de um projetor aberto, mostrando o funcionamento dele. Foi colocado uma lâmpada comum para exemplificar como a luz é transmitida dentro do projetor, passando pelas lentes, espelhos e filtros dicróicos.
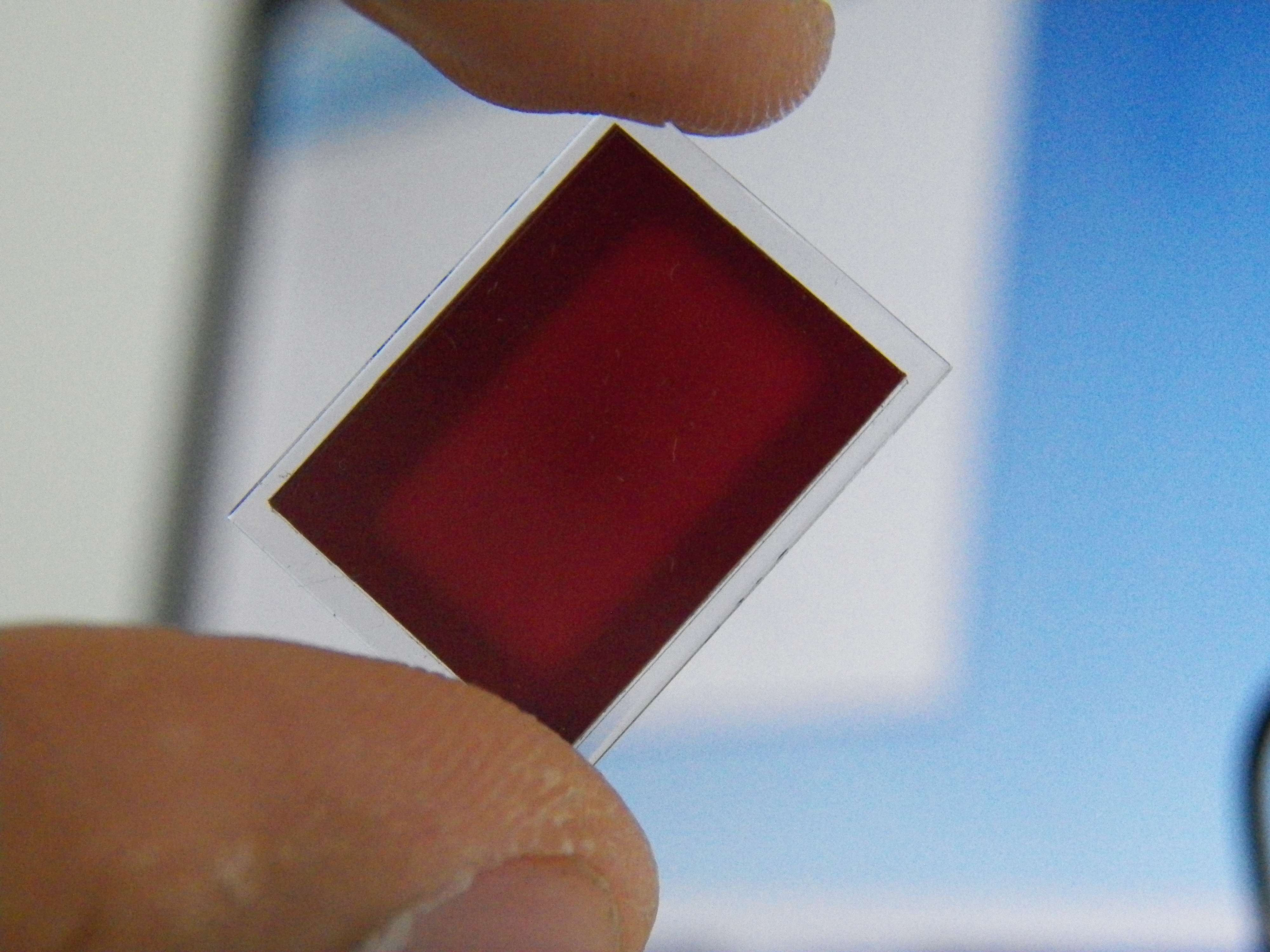
Um dos polarizadores presentes em um projetor 3LCD. Note o pequeno tamanho e o notável desgaste com o uso presente no componente.
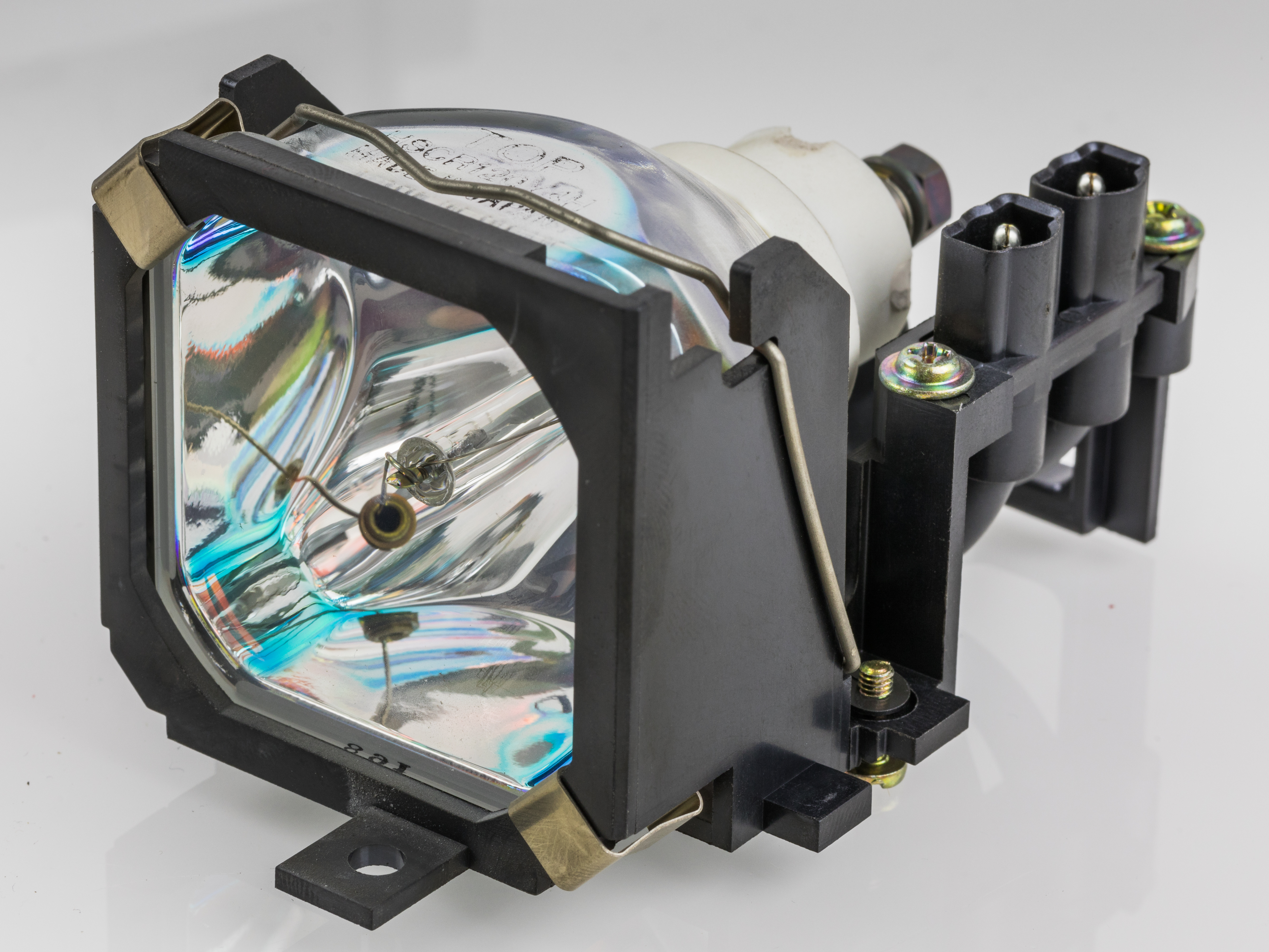
Uma lâmpada de halogeneto metálico de um projetor comercial comum.

## Do it Yourself
O design básico de um projetor LCD é frequentemente usado por hobbistas que construíram seus próprios sistemas de projeção do it yourself DIY. A técnica basicamente consiste em combinar uma lâmpada de descarga HID de amplo espectro de cor (CRI - Color Rendering Index) com um reator, uma lente condensadora e uma fresnel, um LCD removido de um monitor de computador e uma lente tripla.